# Mordechai Eliyahu

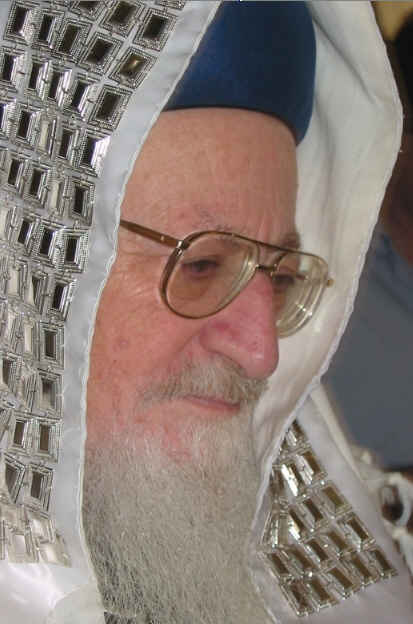
Mordechai Eliyahu

Mordechai Eliyahu (Hebreeuws: מרדכי אליהו) (Jeruzalem, 3 maart 1929 - aldaar, 7 juni 2010) was een Israëlisch Sefardisch opperrabbijn, zowel van de staat Israël (van 1983 tot 1993) als van de stad Beër Sjeva (vier jaar in de jaren zestig). Daarnaast was hij van ongeveer halverwege de jaren zestig tot aan zijn overlijden lid van de hoogste Beet Dien in Jeruzalem.
Eliyahu werd geboren in een gezin dat uit Irak afkomstig was. Hij was een vooraanstaand leider in de religieus-zionistische wereld en woonde in de Jeruzalemse wijk Givat Shaul, op de grens van de wijk Kiryat Moshe. Zijn vader was ook rabbijn, evenals zijn zoon Shmuel Eliyahu, die anno 2010 Sefardisch opperrabbijn van Safed is.
In zijn jeugd was hij lid van een religieus-zionistische terroristische beweging die de democratische regering van Israël omver wilde gooien in een staatsgreep en vervangen door een theocratisch religieus-zionistisch bestuur. Hij werd gearresteerd nadat hij samen met drie andere leden een nepbom in de Knesset, het Israëlische parlement, had gelegd.
Tijdens de aanloop naar de geslaagde terugtrekking van Israël uit de Gazastrook en het noordelijke deel van de Westelijke Jordaanoever zei hij: "Er zal geen terugtrekking zijn. Dit is een profetie. En ik ben geen stommeling ... de Heilige zal mij niet onderwerp van schande laten zijn, Hemel bescherm me." Achteraf zeiden zijn leerlingen dat dit een gebed was.
Eind april 2008 kreeg hij een hartinfarct en onderging, na succesvolle reanimatie, in het Shaarei Tzedek-ziekenhuis een bypassoperatie. Tegelijk met hem kwam ook rabbijn Yosef Sholom Eliashiv in hetzelfde ziekenhuis terecht, op dezelfde afdeling. Tijdens zijn maandenlange ziekenhuisverblijf overleefde hij, tegen alle verwachtingen in, meerdere hart- en herseninfarcten, waaronder een herseninfarct tijdens een hartoperatie.
Hij overleed op 7 juni in het Shaare Zedek ziekenhuis te Jeruzalem aan complicaties van zijn hartaandoeningen. Premier Benjamin Netanyahu prees hem als een 'voornaam leider van het religieus zionisme, en als rechtvaardig loyaal persoon, een leider die de Thora, duidelijke analyses en eenvoudig advies wist te combineren.'
Zijn begrafenisstoet werd door duizenden gevolgd onder stevige bescherming van de politie, waaronder mobiele eenheid en helikopters, uit angst voor mogelijke aanslagen en om de orde te bewaren. Straten in een straal van een kilometer waren afgezet. Volgens een nieuwsbron waren er circa 100.000 mensen aanwezig.